# Cēsis
Cēsis (en alemany: Wenden) és un poble al nord de la regió de Vidzeme Letònia del municipi de Cēsis (antigament Raion de Cesu). Es troba a la vall del riu Gauja on s'ha construït en una sèrie de nivells sobre el riu amb vistes als boscos adjacents.

## Història
La distribució de la vila es va portar a terme a la segona meitat del segle xiii. El centre de la població era el mercat i una església. El centre residencial era el castell de pedra de l'Orde Livonià amb les seves tres torres fortificades. La vila estava envoltada per una muralla dolomita amb vuit torres i cinc portes. Els fragments de les construccions medievals, incloent l'església de sant Joan Baptista (1281-1284), les ruïnes del castell de l'Orde, el castell de Cēsis i les muralles, encara poden veure's als carrers de Vaļņu i Palasta de la ciutat.
A més a més de la xarxa d'antigues carreteres el traçament dels edificis també ha sobreviscut des de l'edat mitjana, encara que molts dels edificis han desaparegut -l'últim destruït el 1748-. Entre els números 16 al 25 del carrer Rīgas poden veure's edificis del segle xviii mentre que les cases vuitcentistes es troben entre el 15 i el 47. A la segona meitat del segle xix, la construcció de la carretera Riga-Pskov (1868) i la línia fèrria Riga-Valka van accelerar el desenvolupament de la vila. Al número 10 del carrer Raunas, que parteix des de l'estació de tren a la part antiga de la ciutat, es troba la Casa de la Societat Letona de l'arquitecte A. Malvess i al número 14 el Tribunal Regional de l'arquitecte P. Mengelis.
La batalla de Cēsis al juny de 1919 quan les forces estonianes i letones combatien contra les alemanyes va ser una de les batalles decisives a la guerra de la Independència de Letònia.
Cēsis ha adquirit fama per la seva aigua termal, a més a més per un mercat d'alta gamma de cases d'estiueig i balnearis als voltants del Gauja. «Cīrulīši» a prop de la Cova Svētavots, és el més destacable d'ells, amb una font que es creu que té poders curatius.

## Ciutats agermanades
| - Alytus, Lituània - Frederiksberg, Dinamarca - Östergötland, Suècia - Ainaži, Letònia | - Rakvere, Estònia - Rokiškis, Lituània - Venafro, Itàlia - Varese, Itàlia |